# Max von Hausen
Max Freiherr von Lothar Clemens von Hausen (Dresda, 15 dicembre 1846 – Dresda, 19 marzo 1922) è stato un generale tedesco, durante la prima guerra mondiale.
Di origine della Sassonia, entrò a far parte dell'esercito sassone partecipando alla guerra dei ducati, alla guerra austro-prussiana e alla guerra franco-prussiana. Dopo l'unificazione tedesca svolse un ruolo di grande importanza all'interno dell'esercito sassone per potenziarne l'efficienza e favorirne l'inserimento all'interno del nuovo esercito del Reich, forgiato sulla base dell'esercito prussiano.
Promosso generale e comandante del XII corpo d'armata dell'esercito (il I corpo d'armata sassone), divenne ministro della Guerra della Sassonia dal 1902 al 1906. All'inizio della prima guerra mondiale assunse il comando della III Armata, costituita quasi interamente da truppe sassoni, e prese parte alla grande avanzata iniziale in Belgio e Francia, guidando i suoi reparti nella battaglia delle Frontiere e nella Prima battaglia della Marna.
Durante queste campagne ottenne alcuni successi ma le sue truppe sassoni si comportarono con brutalità verso la popolazione civile in particolare durante la battaglia di Charleroi. Criticato per alcuni suoi presunti errori tattici, in particolare durante la battaglia della Marna, venne sostituito, anche per problemi di salute, nel settembre 1914. Egli si ritirò dal servizio e non esercitò più comandi fino alla morte avvenuta nella città natale di Dresda nel 1922.